# Sœurs minimes de la charité de Notre Dame des Douleurs
Les Sœurs minimes de la charité de Notre Dame des Douleurs (en latin : Congregatio Sororum Minimarum Caritatis Deiparae Perdolentis) forment une congrégation religieuse féminine enseignante et hospitalière de droit pontifical.

## Histoire
La congrégation est fondée le 6 juillet 1818 à San Massimo all'Adige par Théodora Campostrini (1788-1860) pour l'éducation des filles. En 1821, le couvent est déplacé près de l'église Santa Maria in Organo de Vérone. Mère Campostrini donne à ses sœurs la règle de saint Augustin et des constitutions basées sur celles de l'ordre de la Visitation, à vœux solennels et clôture religieuse. Le monastère est approuvé en 1833 par un bref du pape Grégoire XVI et le pape Pie IX reconnaît, en avril 1848, l'institut comme un ordre à vœux solennels.
Afin de mieux se consacrer à leur apostolat, les sœurs décident de renoncer à la clôture qui est supprimée par un rescrit du 13 août 1921. Cette suppression du cloître marque le début d'une période d'expansion pour la congrégation, qui ouvre de nombreuses maisons en divers endroits d'Italie. De nouvelles constitutions sont approuvées par le Saint-Siège en 1940 puis définitivement en 1956.
Théodora Campostrini est reconnue vénérable le 4 mars 2016.

## Activité et diffusion
Les sœurs se consacrent à l'enseignement dans les écoles et les internats universitaires, ainsi qu'aux soins des personnes âgées dans les maisons de retraite.
Elles sont présentes en Italie et en Roumanie.
La maison-mère est à Vérone.
En 2017, la congrégation comptait 79 sœurs dans 8 maisons.